# Horsfieldia rufolanata
Horsfieldia rufolanata är en tvåhjärtbladig växtart som beskrevs av Airy-shaw. Horsfieldia rufolanata ingår i släktet Horsfieldia och familjen Myristicaceae. Inga underarter finns listade i Catalogue of Life.